# Xã Brunswick, Quận Kanabec, Minnesota
Xã Brunswick (tiếng Anh: Brunswick Township) là một xã thuộc quận Kanabec, tiểu bang Minnesota, Hoa Kỳ. Năm 2010, dân số của xã này là 1.333 người.